# 中島正義
中島 正義（なかじま まさよし、1909年7月29日 - 1991年12月25日）は、日本の経営者。アサヒビール社長を歴任。

## 経歴・人物
東京都港区出身。1932年に慶應義塾大学経済学部を卒業し、同年に日本麦酒鉱泉に入社。朝日麦酒で西宮工場長、取締役、常務、専務などを歴任し、1966年2月から1971年2月までに社長を務めた。
1979年11月に勲三等瑞宝章を受章した。
1991年12月25日脳梗塞のために死去。82歳没。